# Institut d'Investigació Tèxtil i de Cooperació Industrial de Terrassa
L'Institut d'Investigació Tèxtil i de Cooperació Industrial de Terrassa (INTEXTER) és un centre d'R+D, de serveis a les empreses i de formació específica en l'àmbit tèxtil amb una llarga trajectòria, que es va iniciar l'any 1954. L'INTEXTER participa en les xarxes internacionals d'R+D i transferència de tecnologia del sector tèxtil mes importants i lidera projectes de recerca europeus de gran valor tecnològic en col·laboració amb empreses que milloren així la seva competitivitat. L'equip investigador, format per professorat, personal investigador i personal tècnic altament qualificat, concentra les activitats de recerca i transferència de tecnologia (R+D+I) i la formació d'investigadors en tres grans línies d'expertesa: tecnologia tèxtil mecànica, tecnologia tèxtil química i enginyeria mediambiental.
Dins de les línies d'investigació, l'INTEXTER estudia la fenomenologia dels processos per a aplicació industrial; investiga els problemes tècnics per augmentar l'eficiència d'un determinat procés de producció en el camp tèxtil i sectors afins, per millorar la qualitat i disminuir els costos. L' INTEXTER, a més, disposa de tècniques molt potents d'anàlisis làser i filmació en vídeo d'alta velocitat per investigar els camps fluidodinàmics dels sistemes tèxtils, manipulats en condicions extremes. Les activitats de recerca inclouen el desenvolupament de nous materials i productes tèxtils d'altes prestacions, sistemes productius avançats i tècniques de control remot a temps real, via Internet, basats en l'aplicació de la intel·ligència artificial i de les tecnologies de la informació i la comunicació, a la cadena de subministrament tèxtil-confecció.
El 19 de gener de 2018, el Rector de la UPC nomena el professor Enric Carrera Gallissà nou director del INTEXTER per un període de quatre anys.

## Activitats
Es realitzen les següents activitats:
- Estudis i investigacions industrials
- Assistència tècnica
- Anàlisis i assaigs
- Control de qualitat
- Defectes de fabricació
- Peritacions, dictàmens i informes tècnics
- Normalització
- Cursos, simposis, conferències
- Publicacions i formació docent
- Relacions nacionals i internacionals